# 哲学者

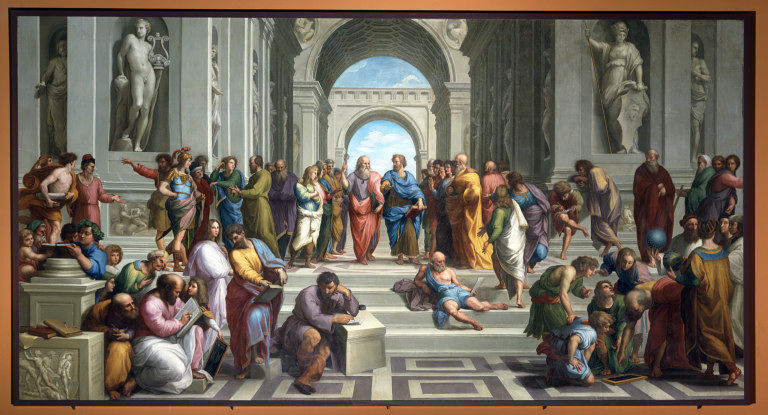
アテナイの学堂、ラファエロ画。中央のプラトン、アリストテレス他、古代の哲学者たちが描かれている

哲学者（てつがくしゃ、英: philosopher、フィロソファー）とは、哲学を研究する者のことである。古代ギリシャ語で「知恵を愛する者」を意味する「フィロソフォス」（φιλόσοφος）に由来する。ギリシャの思想家ピタゴラスによって導入された。
「哲学」の定義が曖昧であるのと同様、「哲学者」の定義も曖昧である。現代では、主に大学の哲学科に所属する学者が「哲学者」と呼ばれる。しかしながら、日本の哲学者は「哲学者」を避けて「哲学研究者」と名乗ることが多い。